# Robert Giordani
Robert Giordani (né le 7 juin 1907 dans le 2e arrondissement de Paris, ville où il est mort le 26 octobre 1981 à l'hôpital Cochin dans le 14e arrondissement) est un chef décorateur français.
Il fut aussi un des premiers "architectes d'intérieur" et c'est cette formation d'architecte qui le conduisit au cinéma.
Pédagogue, il écrivit avec son frère un traité de décoration pour les étudiants en architecture : La perspective dans l'image.
Passionné par la Corse de ses origines (village d'Ucciani), il réalisa un important travail de photographies et de dessins sur son pays. Son épouse Micheline, elle aussi d'Ucciani, fit d'ailleurs don de sa collection à la cinémathèque de Corse, gérée par la Cullettività di Corsica, située à Porto-Vecchio. 

## Filmographie
- 1940 : Un chapeau de paille d’Italie
- 1941 : La Neige sur les pas
- 1941 : Une vie de chien
- 1942 : La Croisée des chemins
- 1942 : Promesse à l'inconnue
- 1943 : Arlette et l'Amour
- 1945 : Naïs
- 1946 : Cœur de coq
- 1946 : Les Trois Cousines
- 1947 : Le Maître de forges
- 1948 : La Belle Meunière
- 1949 : Les Conquérants solitaires
- 1950 : Le Rosier de madame Husson
- 1950 : Topaze
- 1950 : Garou-Garou, le passe-muraille
- 1951 : Monsieur Fabre
- 1951 : Nous irons à Monte-Carlo
- 1952 : Le Boulanger de Valorgue
- 1952 : Coiffeur pour dames
- 1953 : Femmes de Paris
- 1953 : Carnaval
- 1953 : L'Ennemi public n° 1
- 1954 : J'avais sept filles
- 1954 : Escale à Orly
- 1955 : La Madelon
- 1956 : La Terreur des dames
- 1956 : Sous le ciel de Provence
- 1956 : Le Couturier de ces dames
- 1957 : Le Chômeur de Clochemerle
- 1957 : Filles de nuit
- 1957 : Sénéchal le magnifique
- 1958 : La Loi
- 1958 : Le Fric
- 1958 : Les Vignes du Seigneur
- 1958 : Prisons de femmes
- 1959 : Bouche cousue
- 1959 : Bal de nuit
- 1960 : Touchez pas aux blondes
- 1961 : La Vendetta
- 1961 : Dynamite Jack'
- 1962 : Virginie
- 1963 : Le Coup de bambou
- 1963 : La Porteuse de pain
- 1963 : Judex
- 1964 : Le Corniaud
- 1964 : Coplan agent secret FX 18
- 1964 : Requiem pour un caïd
- 1965 : Le Caïd de Champignol
- 1965 : Angélique et le Roy
- 1966 : Sept hommes et une garce
- 1966 : Brigade antigangs
- 1966 : L'Homme à la Buick
- 1967 : Indomptable Angélique
- 1967 : Angélique et le sultan
- 1971 : Quentin Durward (série télévisée)
- 1971 : Mais toi, tu es Pierre
- 1972 : Le Petit Poucet
- 1972 : Plusieurs épisodes de la série télévisée Les Évasions célèbres
- 1973 : Les Mohicans de Paris (série télévisée)
- 1974 : Les Brigades du Tigre (série télévisée)

## Sources
- (de) Cet article est partiellement ou en totalité issu de l’article de Wikipédia en allemand intitulé « Robert Giordani » (voir la liste des auteurs).
- Kay Weniger : Das große Personenlexikon des Films, tome 6, p. 265 et suivantes, Berlin, 2001.